# Pavel Lehr
Pavel Lehr, född den 27 september 1923 i Saratov, död den 15 september 2005, var en sovjetisk och rysk entomolog och dipterolog som var specialiserad på rovflugor.
Auktorsnamnet Lehr kan användas för Pavel Lehr i samband med ett vetenskapligt namn inom zoologin; se Wikipedia-artiklar som länkar till auktorsnamnet.